# Список президентов Танзании
Список президентов Танзании включает лиц, занимавших этот пост в Танзании (с 1964 года), а также предшествовавших ей Республики Танганьика () и Народной Республики Занзибар и Пемба (). Кроме того, приведены президенты автономного Занзибара (), являющиеся с 1964 года по должности вице-президентами Объединённой Республики Танзания.
В настоящее время главой государства и правительства является Президент Объединённой Республики Танзании (англ. President of the United Republic of Tanzania, суахили Rais wa Jamhuri ya Muungano wa Tanzania). В соответствии с действующей конституцией он избирается прямым всеобщим голосованием на 5 лет, с правом однократного переизбрания.
Применённая в первом столбце таблиц нумерация является условной, буквенные коды «T» и «Z» в нумерации относятся к материковой (Танганьике) и островной (Занзибару) частям страны соответственно. Также условным является использование в первых столбцах цветовой заливки, служащей для упрощения восприятия принадлежности лиц к различным политическим силам без необходимости обращения к столбцу, отражающему партийную принадлежность. Последовательные периоды избрания лица на пост президента не разделены. В столбце «Выборы» отражены состоявшиеся выборные процедуры или иные основания, по которым лицо стало главой государства. Имена персоналий последовательно приведены на языке суахили, являющемся официальным в стране; это написание имён также соответствует принятому в английском языке (втором официальном).

## До создания Объединённой Республики Танганьики и Занзибара
До создания 29 октября 1964 года Объединённой Республики Танзания в её континентальной (Танганька) и островной (Занзибар) частях существовала республиканская форма правления, установленная в 1962 году на континенте и в 1964 году на островах. Главой каждого из объединившихся государств являлись их президенты.

### Президент Республики Танганьика (1962—1964)

Флаг РТ

Республика Танганьика (англ. Republic of Tanganyika, суахили Jamhuri ya Tanganyika) была провозглашена 9 декабря 1962 года, когда вступила в силу принятая Конституционной ассамблеей 23 ноября 1962 года республиканская конституция, упразднившая возникшее годом ранее одноимённое королевство Содружества.
Её президентом стал первый глава правительства страны Джулиус Камбараге Ньерере, победивший на состоявшихся 1 ноября 1962 года выборах с результатом 99,2 % от числа поданных голосов.
|        | Портрет | Имя (годы жизни)                                                       | Полномочия     | Полномочия     | Партия                                   | Выборы | Пр.          |
| Начало | Портрет | Имя (годы жизни)                                                       | Окончание      |                | Партия                                   | Выборы | Пр.          |
| ------ | ------- | ---------------------------------------------------------------------- | -------------- | -------------- | ---------------------------------------- | ------ | ------------ |
| T1     |         | Джулиус Камбараге Ньерере (1922—1999) суахили Julius Kambarage Nyerere | 9 декабря 1962 | 26 апреля 1964 | Африканский национальный союз Танганьики | 1962   | [ 9 ] [ 10 ] |

### Президент Народной Республики Занзибара и Пембы (1964)

Флаг НРЗТ

Народная Республика Занзибара и Пембы (англ. People's Republic of Zanzibar and Pemba, суахили Jamhuri ya watu wa Unguja na Pemba, араб. جمهورية زنجبار وبمبا‎) была провозглашена 12 января 1964 года в ходе Занзибарской революции, которую возглавил Джон Окелло.
Её президентом (суахили Rais wa Jamhuri) стал шейх Абейд Каруме.
|        | Портрет | Имя (годы жизни)                                                            | Полномочия     | Полномочия     | Партия             | Пр.           |
| Начало | Портрет | Имя (годы жизни)                                                            | Окончание      |                | Партия             | Пр.           |
| ------ | ------- | --------------------------------------------------------------------------- | -------------- | -------------- | ------------------ | ------------- |
| Z1 (I) |         | шейх Абейд Амани Рашид Каруме (1905—1972) суахили Abeid Amani Rashid Karume | 12 января 1964 | 26 апреля 1964 | Партия Афро-Ширази | [ 12 ] [ 13 ] |

## Объединённая Республика Танганьики и Занзибара (1964)
После революции на Занзибаре и провозглашения на островах 12 января 1964 года Народной Республики Занзибар и Пемба её глава шейх Абейд Каруме активно выступал за объединение этого государства с Республикой Танганьикой, опасаясь как иностранной интервенции, так и внутренних угроз, исходящих от радикальных коммунистических элементов. Соглашение о создании единого государства было достигнуто, и 26 апреля 1964 года была провозглашена Объединённая Республика Танганьики и Занзибара (англ. United Republic of Tanganyika and Zanzibar, суахили Jamhuri ya muungano wa Tanganyika na Unguja). На первом этапе президенты Танганьики и Занзибара как двух частей объединённого государства сохраняли полную самостоятельность. 29 октября 1964 года была создана Объединённая Республика Танзания, в которой её президентом стал бывший глава Танганьики, а главе Занзибара ex officio был предоставлен пост вице-президента.
|        | Портрет | Имя (годы жизни)                                                       | Полномочия     | Полномочия      | Партия                                   | Выборы      | Пр.          |
| Начало | Портрет | Имя (годы жизни)                                                       | Окончание      |                 | Партия                                   | Выборы      | Пр.          |
| ------ | ------- | ---------------------------------------------------------------------- | -------------- | --------------- | ---------------------------------------- | ----------- | ------------ |
| 1 (I)  |         | Джулиус Камбараге Ньерере (1922—1999) суахили Julius Kambarage Nyerere | 26 апреля 1964 | 29 октября 1964 | Африканский национальный союз Танганьики | [ комм. 1 ] | [ 9 ] [ 10 ] |

## Объединённая Республика Танзания (с 1964)
29 октября 1964 года была создана Объединённая Республика Танзания (англ. United Republic of Tanzania, суахили Jamhuri ya Muungano wa Tanzania), президентом которой стал бывший глава Танганьики, а главе Занзибара ex officio был предоставлен пост вице-президента.

Флаг ОРТ

ЧЧМ

Ещё ранее в Танганьике был установлен однопартийный режим Африканского национального союза Танганьики. В условиях объединённого государства на автономном Занзибаре также существовал однопартийный режим региональной партии Афро-Ширази. В 1977 году эти партии были объединены в Чама Ча Мапиндузи (суахили Chama cha Mapinduzi, рус. Партия революции), сохранившей лидирующее положение в политической системе страны и после легализации оппозиции и состоявшихся в 1995 году первых многопартийных выборов.
|               | Портрет       | Имя (годы жизни)                                                          | Полномочия      | Полномочия    | Партия                                                                 | Выборы                      | Пр.          |
| Начало        | Портрет       | Имя (годы жизни)                                                          | Окончание       |               | Партия                                                                 | Выборы                      | Пр.          |
| ------------- | ------------- | ------------------------------------------------------------------------- | --------------- | ------------- | ---------------------------------------------------------------------- | --------------------------- | ------------ |
| 1 (I—V)       |               | Джулиус Камбараге Ньерере (1922—1999) суахили Julius Kambarage Nyerere    | 29 октября 1964 | 5 ноября 1965 | Африканский национальный союз Танганьики                               | [ комм. 3 ]                 | [ 9 ] [ 10 ] |
| 1 (I—V)       | 5 ноября 1965 | Джулиус Камбараге Ньерере (1922—1999) суахили Julius Kambarage Nyerere    | 5 ноября 1970   | 1965          | Африканский национальный союз Танганьики                               |                             | [ 9 ] [ 10 ] |
| 1 (I—V)       | 5 ноября 1970 | Джулиус Камбараге Ньерере (1922—1999) суахили Julius Kambarage Nyerere    | 5 ноября 1975   | 1970          | Африканский национальный союз Танганьики                               |                             | [ 9 ] [ 10 ] |
| 1 (I—V)       | 5 ноября 1975 | Джулиус Камбараге Ньерере (1922—1999) суахили Julius Kambarage Nyerere    | 5 ноября 1980   | 1975          | Африканский национальный союз Танганьики                               |                             | [ 9 ] [ 10 ] |
|               | 5 ноября 1975 | Джулиус Камбараге Ньерере (1922—1999) суахили Julius Kambarage Nyerere    | 5 ноября 1980   | 1975          | Чама Ча Мапиндузи (суахили Chama cha Mapinduzi, рус. Партия революции) |                             | [ 9 ] [ 10 ] |
| 5 ноября 1980 | 5 ноября 1985 | Джулиус Камбараге Ньерере (1922—1999) суахили Julius Kambarage Nyerere    | 1980            |               |                                                                        |                             | [ 9 ] [ 10 ] |
| 2 (I—II)      |               | Али Хасан Мвиньи (1925—2024) суахили Ali Hassan Mwinyi                    | 5 ноября 1985   | 8 ноября 1990 | 1985                                                                   | [ 17 ]                      |              |
| 2 (I—II)      | 8 ноября 1990 | Али Хасан Мвиньи (1925—2024) суахили Ali Hassan Mwinyi                    | 23 ноября 1995  | 1990          |                                                                        | [ 17 ]                      |              |
| 3 (I—II)      |               | Бенджамин Уильям Мкапа (1938—2020) суахили Benjamin William Mkapa         | 23 ноября 1995  | 9 ноября 2000 | 1995                                                                   | [ 18 ] [ 19 ]               |              |
| 3 (I—II)      | 9 ноября 2000 | Бенджамин Уильям Мкапа (1938—2020) суахили Benjamin William Mkapa         | 21 декабря 2005 | 2000          |                                                                        | [ 18 ] [ 19 ]               |              |
| 4 (I—II)      |               | Джакайя Мришо Киквете (1950—) суахили Jakaya Mrisho Kikwete               | 21 декабря 2005 | 6 ноября 2010 | 2005                                                                   | [ 20 ] [ 21 ]               |              |
| 4 (I—II)      | 6 ноября 2010 | Джакайя Мришо Киквете (1950—) суахили Jakaya Mrisho Kikwete               | 5 ноября 2015   | 2010          |                                                                        | [ 20 ] [ 21 ]               |              |
| 5 (I—II)      |               | Джон Помбе Джозеф Магуфули (1959—2021) суахили John Pombe Joseph Magufuli | 5 ноября 2015   | 5 ноября 2020 | 2015                                                                   | [ 22 ] [ 23 ] [ 24 ] [ 25 ] |              |
| 5 (I—II)      | 5 ноября 2020 | Джон Помбе Джозеф Магуфули (1959—2021) суахили John Pombe Joseph Magufuli | 17 марта 2021   | 2020          |                                                                        | [ 22 ] [ 23 ] [ 24 ] [ 25 ] |              |
| и. о.         |               | Самия Хасан Сулуху (1960—) суахили Samia Hassan Suluhu                    | 17 марта 2021   | 19 марта 2021 | [ комм. 6 ]                                                            | [ 25 ] [ 26 ]               |              |
| 6             | 19 марта 2021 | Самия Хасан Сулуху (1960—) суахили Samia Hassan Suluhu                    | действующий     | [ комм. 7 ]   |                                                                        | [ 25 ] [ 26 ]               |              |

### Список президентов Занзибара (автономия, с 1964)

Флаг АРЗ

В существующем после объединения Республики Танганьика и Народной Республики Занзибара и Пембы автономном Занзибаре сохранилось полноценное внутреннее самоуправление в виде Революционного правительства Занзибара (англ. Revolutionary Government of Zanzibar, суахили Serikali ya mapinduzi ya Unguja) во главе с президентом Революционного правительства (англ. Presidents of the Revolutionary Government of Zanzibar, суахили Marais wa Serikali ya Mapinduzi ya Unguja), который также возглавляет Революционный совет (англ. Revolutionary Council, суахили Baraza La Mapinduzi). Выборы президента Занзибара проходят в рамках всеобщих танзанийских выборов.
|           | Портрет                                                                | Имя (годы жизни)                                                            | Полномочия      | Полномочия      | Партия             | Выборы        | Пр.           |
| Начало    | Портрет                                                                | Имя (годы жизни)                                                            | Окончание       |                 | Партия             | Выборы        | Пр.           |
| --------- | ---------------------------------------------------------------------- | --------------------------------------------------------------------------- | --------------- | --------------- | ------------------ | ------------- | ------------- |
| Z1 (I—II) |                                                                        | шейх Абейд Амани Рашид Каруме (1905—1972) суахили Abeid Amani Rashid Karume | 26 апреля 1964  | 7 апреля 1972   | Партия Афро-Ширази | [ комм. 3 ]   | [ 12 ] [ 13 ] |
| Z1 (I—II) | 1965                                                                   | шейх Абейд Амани Рашид Каруме (1905—1972) суахили Abeid Amani Rashid Karume | 26 апреля 1964  | 7 апреля 1972   | Партия Афро-Ширази |               | [ 12 ] [ 13 ] |
| Z1 (I—II) | 1970                                                                   | шейх Абейд Амани Рашид Каруме (1905—1972) суахили Abeid Amani Rashid Karume | 26 апреля 1964  | 7 апреля 1972   | Партия Афро-Ширази |               | [ 12 ] [ 13 ] |
| Z2 (I—II) |                                                                        | Абуд Джумбе Мвиньи (1920—2016) суахили Aboud Jumbe Mwinyi                   | 7 апреля 1972   | 30 января 1984  | Партия Афро-Ширази | [ 28 ] [ 29 ] |               |
| Z2 (I—II) | 1975                                                                   | Абуд Джумбе Мвиньи (1920—2016) суахили Aboud Jumbe Mwinyi                   | 7 апреля 1972   | 30 января 1984  | Партия Афро-Ширази | [ 28 ] [ 29 ] |               |
|           | Чама Ча Мапиндузи (суахили Chama cha Mapinduzi, рус. Партия революции) | Абуд Джумбе Мвиньи (1920—2016) суахили Aboud Jumbe Mwinyi                   | 7 апреля 1972   | 30 января 1984  |                    | [ 28 ] [ 29 ] |               |
| 1980      |                                                                        | Абуд Джумбе Мвиньи (1920—2016) суахили Aboud Jumbe Mwinyi                   | 7 апреля 1972   | 30 января 1984  |                    | [ 28 ] [ 29 ] |               |
| и. о.     |                                                                        | Али Хасан Мвиньи (1925—2024) суахили Ali Hassan Mwinyi                      | 30 января 1984  | 19 апреля 1984  | [ 17 ]             |               |               |
| Z3        | 19 апреля 1984                                                         | Али Хасан Мвиньи (1925—2024) суахили Ali Hassan Mwinyi                      | 24 октября 1985 |                 | [ 17 ]             |               |               |
| Z4        |                                                                        | Идрис Абдул Вакил (1925—2000) суахили Idris Abdul Wakil                     | 24 октября 1985 | 25 октября 1990 | 1985               | [ 30 ] [ 31 ] |               |
| Z5 (I—II) |                                                                        | Салмин Амур (1948—) суахили Salmin Amour                                    | 25 октября 1990 | 8 ноября 2000   | 1990               | [ 32 ]        |               |
| Z5 (I—II) | 1995                                                                   | Салмин Амур (1948—) суахили Salmin Amour                                    | 25 октября 1990 | 8 ноября 2000   |                    | [ 32 ]        |               |
| Z6 (I—II) |                                                                        | Амани Абейд Каруме (1948—) суахили Amani Abeid Karume                       | 8 ноября 2000   | 3 ноября 2010   | 2000               | [ 33 ]        |               |
| Z6 (I—II) | 2005                                                                   | Амани Абейд Каруме (1948—) суахили Amani Abeid Karume                       | 8 ноября 2000   | 3 ноября 2010   |                    | [ 33 ]        |               |
| Z7 (I—II) |                                                                        | Али Мохамед Шейн (1948—) суахили Ali Mohamed Shein                          | 3 ноября 2010   | 3 ноября 2020   | 2010               | [ 34 ]        |               |
| Z7 (I—II) | 2015                                                                   | Али Мохамед Шейн (1948—) суахили Ali Mohamed Shein                          | 3 ноября 2010   | 3 ноября 2020   |                    | [ 34 ]        |               |
| Z8        |                                                                        | Хусейн Али Мвиньи (1966—) суахили Hussein Ali Mwinyi                        | 3 ноября 2020   | действующий     | 2020               | [ 35 ] [ 36 ] |               |